# Broughton and Milton Keynes

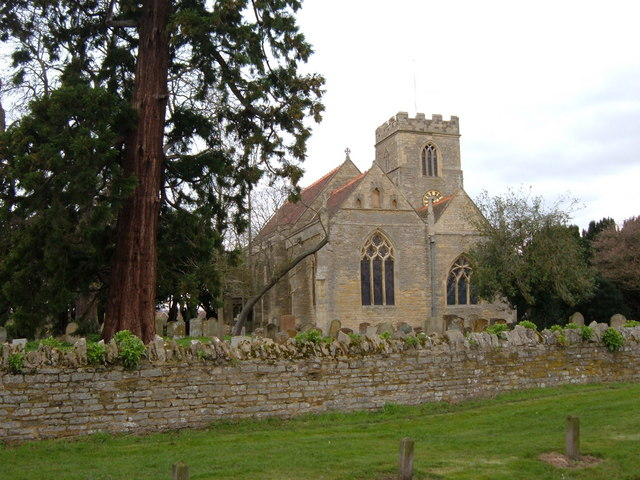
Milton Keynes

Broughton and Milton Keynes är en civil parish i distriktet Milton Keynes, i grevskapet Buckinghamshire, i England. Civil parishen utgörs av Broughton och Milton Keynes. Denna civil parishes hade 18 632 invånare år 2021.